# Alberto Fernández (tir sportif)
Pour les articles homonymes, voir Alberto Fernández (homonymie) et Fernández.
Alberto Fernández Muñoz, né le 16 juin 1983 à Madrid, est un sportif espagnol pratiquant le tir dans la discipline de la fosse olympique.
Champion du monde en trap en 2010 et 2018, il est également médaillé olympique lors des Jeux olympiques de Tokyo sur l'épreuve mixte de trap.
Il est marié à Beatriz Martinez, elle-même tireuse sportif en trap représentant l'Espagne (cinquième aux championnats d'Europe 2015 à Maribor).

## Biographie
Fernández a remporté trois médailles d'or aux championnats du monde de tir, entre 2010 et 2018, et cinq médailles aux championnats d'Europe de tir, entre 2006 et 2015. Sa première participation remonte à 2006 où il se classe 27e. 
Aux Jeux olympiques d'été de 2020 à Tokyo, Fernández ne parvient pas se qualifier pour la finale de l'épreuve individuelle terminant à la 9e place. Dans l'épreuve par équipe mixte, une nouveauté aux jeux, Fernández remporté la médaille d'or avec Fátima Gálvez en remportant le barrage en finale contre Alessandra Perilli et Gian Marco Berti de Saint-Marin.